# Chenanisuchus
Chenanisuchus — рід дирозавридів крокодилоподібних з пізньої крейди Малі та пізнього палеоцену Сіді Ченане в Марокко. Він був описаний у 2005 році після того, як експедиції виявили його в 2000 році. Типовим видом є C. lateroculi ("lateralis", латеральний; "oculi", очі), стосовно очей, звернених убік. Наразі Chenanisuchus є найбільш базальним відомим дирозавридом.
Орієнтовна довжина дорослої особини Chenanisuchus lateroculi становить від 4 до 4,5 метрів, виходячи з черепа довжиною 60 сантиметрів. Він має найкоротшу морду відносно спинної довжини черепа серед усіх дирозавридів, але її морда товща, а череп менш тонкий, ніж у дирозавридів, таких як Sokotosuchus. Схоже, що на кожній передщелепній кістці є 4 зуби, приблизно по 13 на кожній верхній щелепі. Зуби на верхніх щелепах і зубах короткі й міцні, але гострі.
Дослідження морфології внутрішнього вуха малийських дирозавридів припускають, що вони були пристосовані до ходьби по морському дну, а не до плавання, гіпотеза, підтверджена очевидною відсутністю пристосувань для плавання, які спостерігаються в інших морських крокодилоподібних (наприклад, Metriorhynchidae), таких як веслоподібні плавці. Вважається, що цей спосіб підводної локомоції сприяв виживанню дирозавридів, таких як Chenanisuchus, через межу крейда–палеоген.